# SABIA-Mar 1
O SABIA-Mar 1 (Satélite Argentino-Brasileiro de Informação Ambientais Marinhas), ou SAC-E, é um satélite de observação da Terra. Centra-se na monitorização de superfícies oceânicas, especialmente nos estudos do ecossistema do oceano, o ciclo do carbono, os habitats marinhos, e mapeamento. O satélite é parte da cooperação entre o Instituto Nacional de Pesquisas Espaciais (INPE) do Brasil e o Comisión Nacional de Actividades Espaciales (CONAE) da Argentina.

## Objetivo
O objetivo deste satélite de sensoriamento remoto é observar os ecossistemas oceânicos em escala sinóptica e obter uma visão global da biosfera marinha, ameaçada pelo aquecimento global e pela acidificação dos oceanos. O satélite SABIA-Mar vai detecta florações de algas em apoio às indústrias do turismo e aquicultura e permitir demarcar áreas marinhas protegidas e indicar zonas potenciais para a pesca.

## Características
O SABIA-Mar 1 será um satélite de pequeno porte que terá uma massa de 500 kg. Ele levará uma câmera CCD multi-espectral, com 11 bandas no visível (VIS) e 2 no infravermelho próximo (NIR), com 1,1 km de resolução, 2.200 km de faixa imageada, revisita de 1-3 dias, quantização em 12 bits, 25 Mbit/s, MTF  0,30. E uma câmera CCD multi-espectral, com 11 bandas no visível (VIS) e 2 no infravermelho próximo (NIR), com 200 m de resolução e 200 km de faixa imageada.